# Primul Crăciun
Primul Crăciun (engleză The Star) este un film creștin de animație din 2017, realizat pe calculator, regizat de Timothy Reckart. Filmul are la bază Nașterea lui Iisus și a fost lansat pe 17 noiembrie 2017, în SUA.

## Prezentarea acțiunii
Filmul urmărește un măgăruș pe nume Bo, aflat în căutarea libertății, înfrângându-și cotidianul dintr-o moară, care scapă de robia sa și se alătură oiței Ruth și porumbelului Dave, în timp ce urmăreau o stea neobișnuită pe cer. De-a lungul drumului, grupul de animale mai întâlnește trei cămile, o capră, o vacă, un șoarece și o mulțime de alte creaturi. Steaua îi conduce într-o iesle din Betleem, unde simt că ceva important și minunat este pe cale să se întâmple, implicând o femeie însărcinată, numită Maria, și pe soțul ei, Iosif (Joseph). 

## Interpretare
Vocile celebrităților care interpretează rolurile animalelor sunt: Oprah Winfrey, Tyler Perry și Tracy Morgan (cămilele), Kris Kristofferson (măgărușul), Kristin Chenoweth (șoarece), Patricia Heaton (văcuța), iar câștigătorul Oscarului, Christopher Plummer, îl joaca pe regele Irod. Gina Rodriguez (Jane Fecioara) interpretează rolul Fecioarei Maria; Zachary Levi (Chuck) pe cel al lui Iosif; Aidy Bryant (oița Ruth). Câștigătoarea premiului Grammy, Kelly Clarkson, interpretează vocea unui cal; comediantul Gabriel Iglesias pe cea a unui câine; personalitatea radio, Delilah, o joacă pe Elisabeta, ruda Mariei. 

## Lansare
Filmul s-a lansat în SUA și Canada pe 17 noiembrie 2017, urmând să fie lansat și în Franța pe 19 noiembrie 2017, în Italia pe 30 noiembrie 2017 și în Germania pe 7 decembrie 2017.